# Immanuel Hegel
Pour les articles homonymes, voir Hegel (homonymie).
Thomas Immanuel Christian Hegel (né le 24 septembre 1814 à Nuremberg et mort le 26 novembre 1891 à Berlin) est un avocat et fonctionnaire prussien. De 1865 à 1891, il est président du consistoire de l'Église d'État protestante prussienne de Berlin.

## Biographie
Hegel, le second fils légitime du philosophe Georg Hegel, étudie la philosophie, le droit et les sciences politiques aux universités de Berlin, Munich et Heidelberg. En 1836, il entra dans la fonction publique prussienne comme auscultateur, devient stagiaire auprès du gouvernement d'Arnsberg en 1838 et évaluateur auprès du gouvernement de Magdebourg en 1842. En 1844, il entre au bureau commercial nouvellement créé à Berlin en tant qu'« ouvrier auxiliaire » et y reste lorsqu'en avril 1848, celui-ci est élevé au rang de ministère du Commerce. Travaillant au ministère d'État (de) depuis juillet 1848, il est promu conseiller du gouvernement et chef du bureau central des affaires de presse en 1849. En 1853, il est promu conseiller du gouvernement privé et conseiller chargé de cours et en 1859, conseiller principal du gouvernement privé, après avoir assumé le poste de conservateur du trésor de l'État en 1858.
En 1865, Hegel démissionne du ministère d'État pour prendre la direction du consistoire de la province de Brandebourg (en tant que successeur de Ludwig Emil Mathis (de), promu président du Conseil supérieur de l'Église protestante (EOK). En tant que président de l'Association protestante à des fins ecclésiales, il est un représentant de la Nouvelle Orthodoxie et, par exemple, intervient à plusieurs reprises en faveur du pasteur orthodoxe Julius Kraft contre le conseil paroissial libéral de la communauté de Sion (de). Il pousse également au limogeage de pasteurs libéraux tels qu'Adolf Sydow (de), Gustav Lisco (de), Theodor Hossbach (de) et Albert Kalthoff, qui - à l'exception de ce dernier - sont limogés par le Conseil de l'Église protestante. Cela pousse Hegel à demander son renvoi à l'empereur Guillaume Ier en février 1877. Cependant, l'empereur soutient l'orientation conservatrice de Hegel, ce qui conduit à la demande de destitution du président de l'EOK Emil Herrmann à la fin de 1877 (qui est acceptée en 1878).
Au début de 1891, Hegel démissionne à sa propre demande et meurt peu de temps après. Il est enterré dans l'ancien cimetière Saint-Matthieu. Sa tombe est dédiée à la ville de Berlin comme tombe honorifique de 1952 à 2009.
Hegel, qui conserve initialement les papiers de son père après sa mort, participe également à la publication de la première édition des œuvres de Hegel (1832-1845) et à la rédaction de la première biographie de Karl Rosenkranz. Il confie plus tard la garde du domaine à son frère aîné, l'historien Karl Hegel, avec qui il entretint toute sa vie des relations très étroites, comme en témoigne le vaste fonds de lettres provenant de collections privées.

## Famille
Hegel se marie avec Friederike Flottwell (1822-1861), fille de l'homme d'État prussien Eduard von Flottwell, en 1845. Parmi ses enfants, il y a notamment :
- Marie Hegel (née le 21 mai 1848 à Berlin ; mariée en 1872 avec Rudolf von Bitter le Jeune et morte le 27 novembre 1925 à Hirschberg, Basse-Silésie)
- Eduard Wilhelm von Hegel (de) (1849-1925), fonctionnaire du gouvernement et député du Reichstag.
- Clara Hegel (née le 3 mars 1853 à Berlin et morte le 21 février 1924 à Zehdenick), chanoinesse de l'abbaye de Zehdenick (de)[6]

Après la mort de Friederike, Hegel se marie avec sa sœur cadette Clara (1825 - après 1907) en 1865.

## Publications (sélection)
- Heinrich Gustav Hotho: Vorlesungen über Ästhetik oder Philosophie des Schönen und der Kunst. Nachgeschrieben und durchgearbeitet von Immanuel Hegel. Berlin 1833 (Neuausgabe, herausgegeben und eingeleitet von Bernadette Collenberg-Plotnikov. Frommann-Holzboog, Stuttgart, 2004).
- Die Evangelische Kirchenverfassung. Berlin, 1868.
- Geschichte der Gründung und ersten 25 Jahre der St. Matthäus-Kirche zu Berlin. Berlin, 1871.
- Erinnerungen aus meinem Leben. Berlin, 1891.